# Papilio euchenor
Espèce
Papilio euchenor est une espèce de lépidoptères (papillons) de la famille des Papilionidae. L'espèce vit en Nouvelle-Guinée et dans les îles environnantes.

## Description
L'imago fait entre 9 et 12 cm d'envergure. Le dimorphisme sexuel est faible. À l'avers les ailes sont noires. Les ailes antérieures portent trois macules blanches allongées à l'apex. La partie médiane de l'aile est blanche jusqu'à l'extrémité de la cellule, cette zone blanche se prolonge dans la partie supérieure de la cellule. Les ailes postérieures sont dentelées, sans queues. Elles sont blanches dans la partie médiane et portent de petites macules blanches marginales.
Au revers les ailes antérieures sont similaires à l'avers, mais portent de petites macules blanches supplémentaires dans la partie submarginale. La zone blanche est plus ou moins étendue et il y a des stries blanches à la base de la cellule de l'aile. Sur les ailes postérieures la zone blanche est similaire à l'avers mais couvre également la base de l'aile. Il y a en outre des macules orangées et des macules bleu gris dans la partie submarginale.

Le corps est noir au-dessus et blanc crème en-dessous.

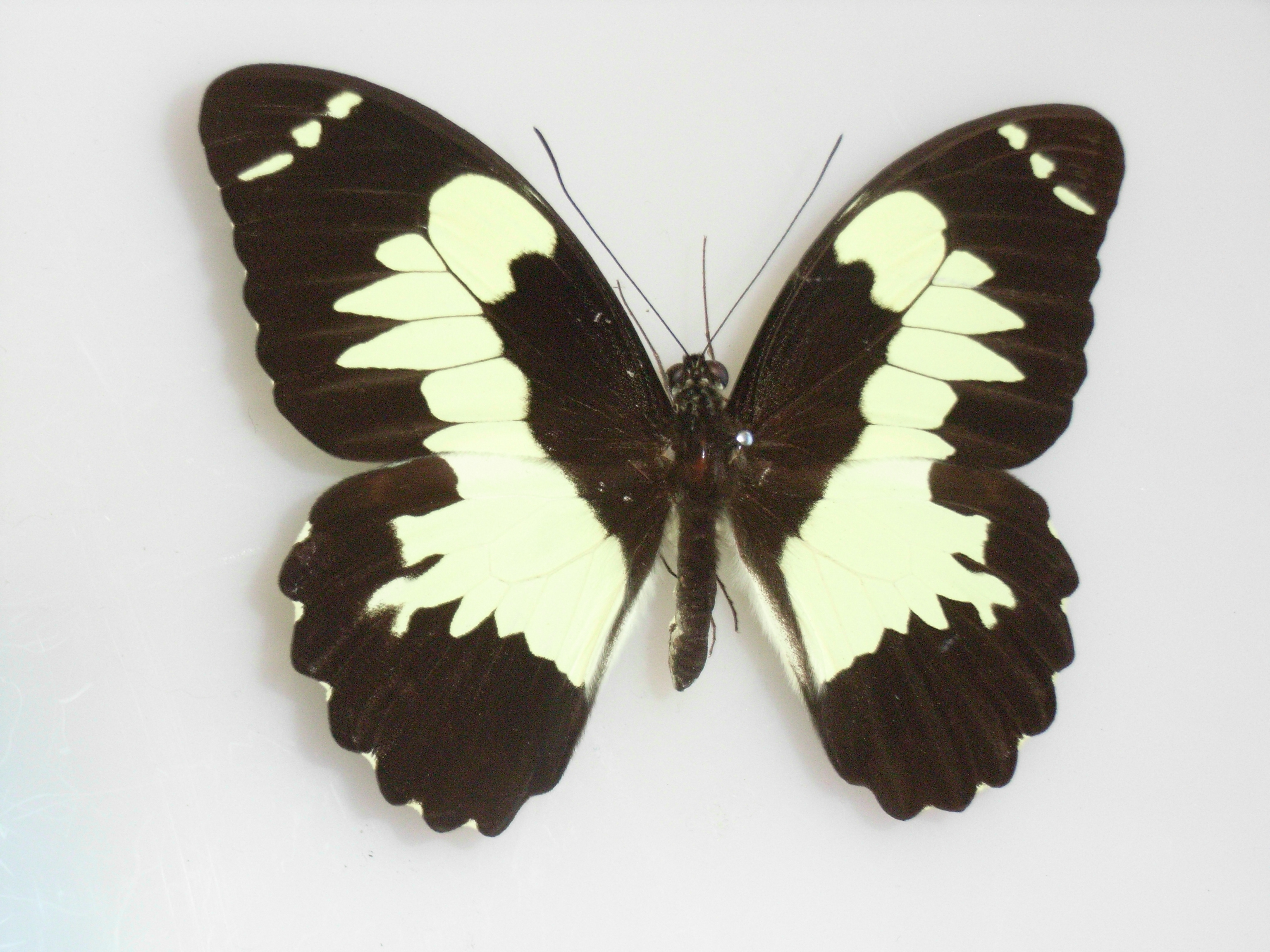
Papilio euchenor, avers
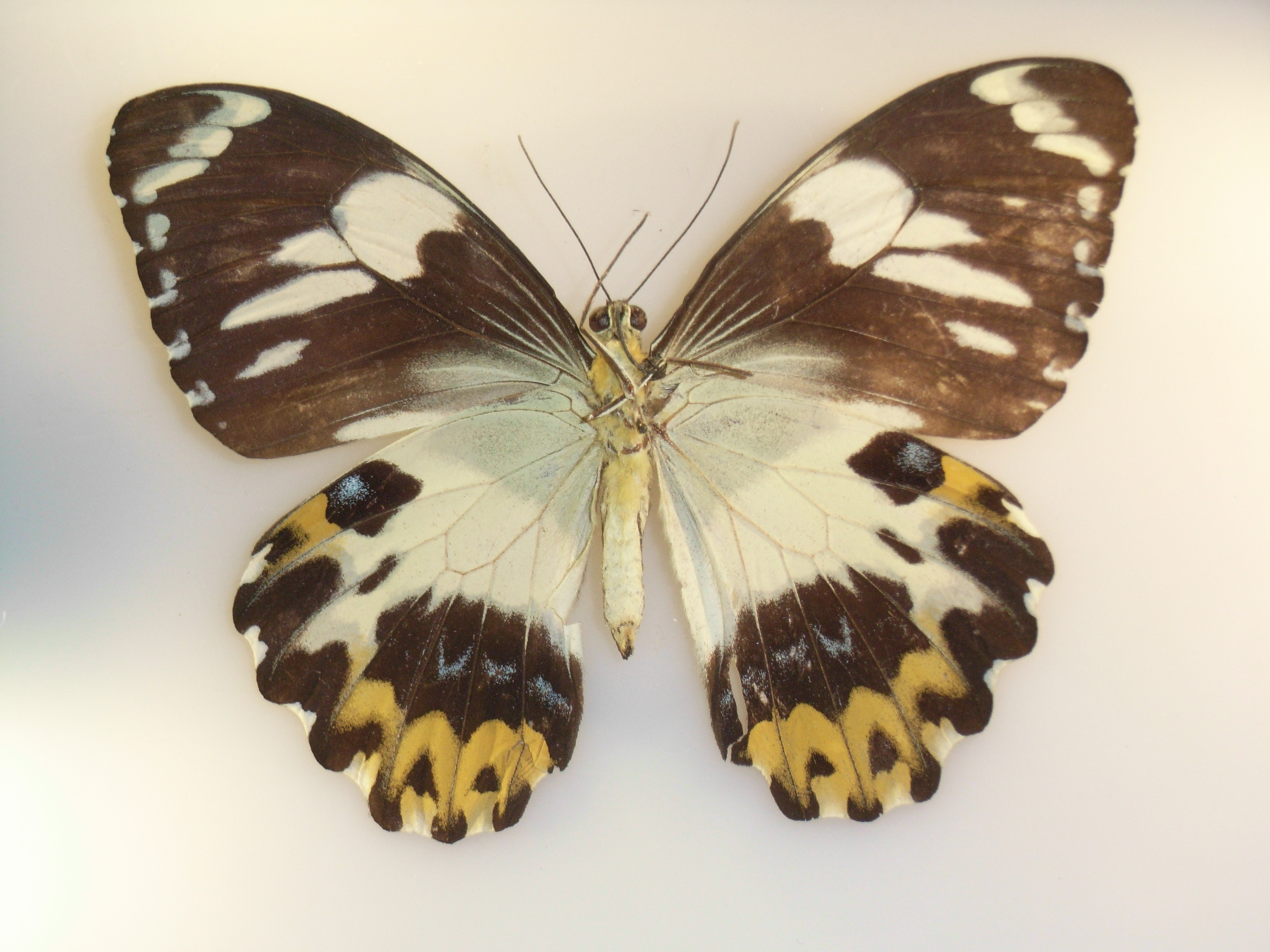
Papilio euchenor, revers

## Écologie
La femelle pond ses œufs sur la plante-hôte. Cette espèce utilise comme plante-hôte des plantes du genre Euodia et peut-être des Citrus.
Comme toutes les espèces de Papilionides les chenilles possèdent derrière la tête un osmeterium, organe fourchu qu'elles déploient pour faire fuir les prédateurs.
Les chenilles se nourrissent des feuilles de la plante-hôte. À la fin du stade larvaire elles se changent en une chrysalide attachée à son support par son cremaster et par une ceinture de soie.

Les adultes se nourrissent du nectar des fleurs.

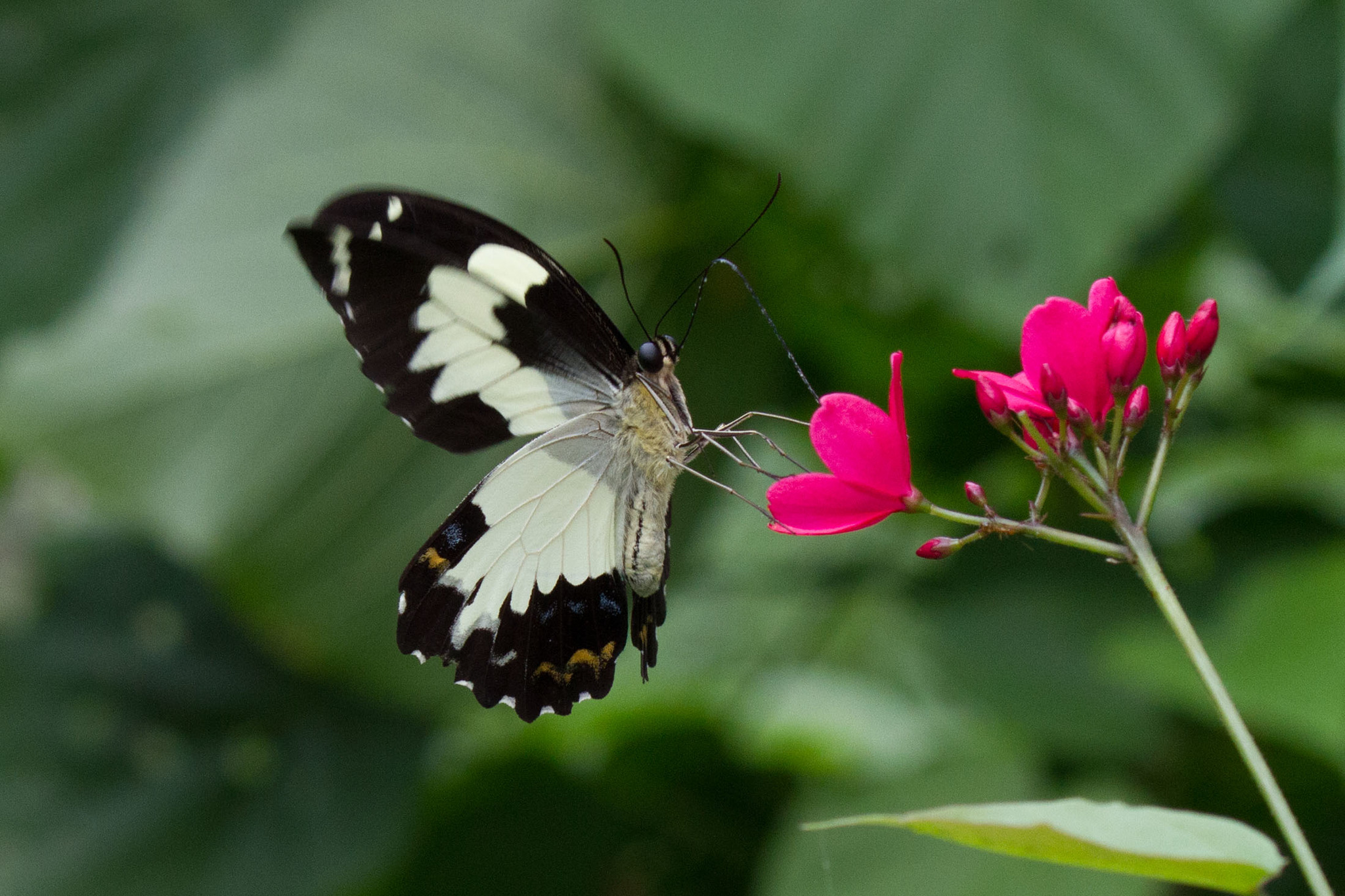
Adulte en train de se nourrir

## Habitat et répartition
Cette espèce vit en Asie du Sud-Est, dans l'écozone Indomalaise. Elle est présente en Indonésie (Nouvelle-Guinée occidentale),en Papouasie Nouvelle-Guinée, dans l'archipel Bismarck , les îles d'Entrecasteaux, peut-être dans les îles Trobriand et les Louisiades.

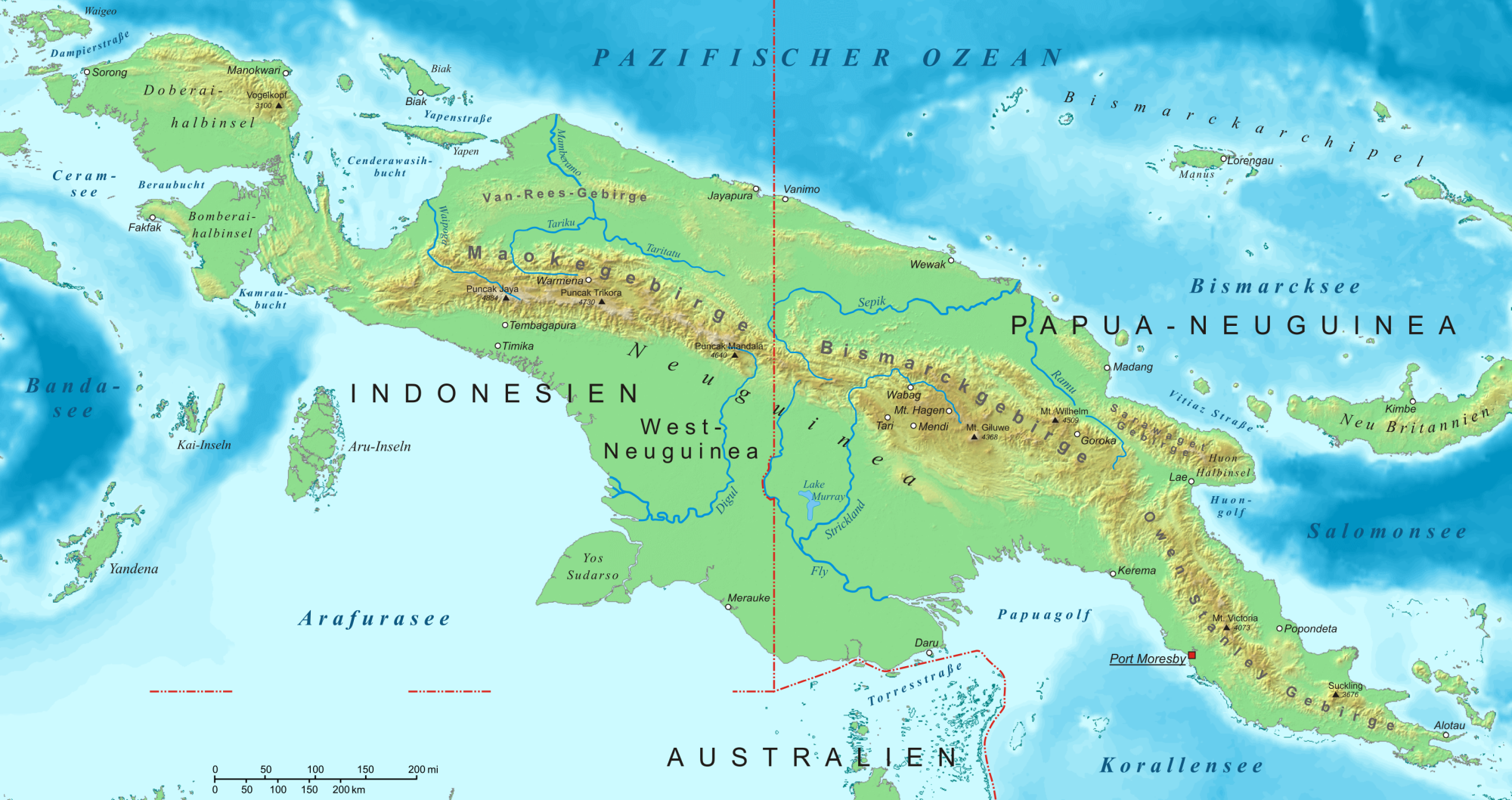
Carte de l'île de Nouvelle-Guinée et des îles environnantes

## Systématique
L'espèce Papilio euchenor a été décrite pour la première fois en 1829 par l'entomologiste Félix Édouard Guérin-Méneville dans Voyage autour du monde : exécuté par ordre du roi, sur la corvette de Sa Majesté, la Coquille.

### Sous-espèces[1]
- Papilio euchenor euchenor : Nouvelle-Guinée occidentale, Waigeo, Dampier
- Papilio euchenor godarti  Montrouzier, 1856 : îles d'Entrecasteaux, Woodlark
- Papilio euchenor eutropius Janson, 1886 : Yapen
- Papilio euchenor obsolescens Rothschild, 1895 : îles Aru
- Papilio euchenor depilis Rothschild, 1895 : Nouvelle-Bretagne
- Papilio euchenor naucles Rothschild, 1908 : îles Kei
- Papilio euchenor misolensis Rothschild, 1908 : Misool
- Papilio euchenor comma Joicey & Noakes, 1915 : Biak
- Papilio euchenor rosselanus Rothschild, 1908 : Rossel
- Papilio euchenor sudestensis Rothschild, 1908 : Tagula
- Papilio euchenor misimanus Rothschild, 1898 : Misima
- Papilio euchenor novohibernicus Rothschild, 1896 : Nouvelle-Irlande
- Papilio euchenor neohannoveranus Rothschild, 1898 : Nouvelle-Hanovre
- Papilio euchenor subcoerulea Rothschild, 1915 : archipel Dampier

## Papilio euchenoret l'Homme

### Menaces et conservation
Cette espèce n'est pas évaluée par l'UICN et son statut actuel est inconnu. L'espèce n'était pas rare et n'était pas considérée comme globalement menacée en 1985, mais certaines sous-espèces apparaissaient plus vulnérables.